# Erigeron humilis
Erigeron humilis — вид трав'янистих рослин родини айстрові (Asteraceae). Етимологія: лат. humilis — «низькорослий».

## Опис

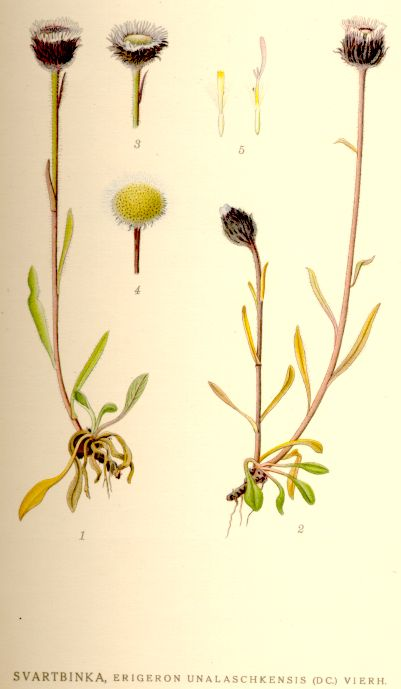
Ілюстрація

Багаторічник 2–15(25) см. Стебла нерозгалужена, іноді вигнуті, сиві, часто червонувато-коричневі. Листя 10–50(80) × 2–7(11) мм: в основному базальна розетка, чергуються на стеблі. Нижні листки черешкові, верхні — безчерешкові. Листові пластини вузько еліптичні-вузько зворотно-яйцеподібні, з цілими краями, розеткове листя конічне, іноді гостре, практично голе, стеблове — вузьке, сиве. Листочки приквітки перекриваються, часто різної довжини, вузькі, біло запушені, голокраї, коричнево-фіолетові. Зовнішні квіточки спершу білі, пізніше світло-червоні або фіолетові, язикоподібні, 4–6 мм; дискові квіточки спершу жовтуваті, пізніше коричнево-червоні, трубчасті, маленькі, 2.4–3 мм. Плоди волохаті, 1.8–2.5 мм завдовжки. 2n = 36.

## Поширення
Європа: Ісландія, Норвегія, Швеція, Фінляндія; Північна Америка: Гренландія, Канада, США. Населяє арктичну й альпійську тундру, снігові схили, пустки, карнизи, сухі щебенисті схили на висотах від 0 (Гренландія) до 4000 м (штат Колорадо, Юта).